# Crni Gruja i kamen mudrosti
Crni Gruja i kamen mudrosti je srpski film sniman 2007. godine u režiji Marka Marinkovića. Glavne uloge tumače Nenad Jezdić, Nikola Kojo, Marinko Madžgalj, Boris Milivojević, Bogoljub Mitić, Ognjen Amidžić, Dragan Jovanović i Petar Božović.
Premijera filma "Crni Gruja i kamen mudrosti" je održana 1. februara 2007. godine u Sava centru.

## Sinopsis
Dok je turska imperija spremala vojni odgovor na ustanak Srba, svakodnevno su rasli konflikti oko vlasti između Karađorđa (Nikola Kojo) i narodnih prvaka. Od najveće važnosti je bilo povući prave poteze, a za to je potrebna mudrost. Uz pomoć vračare Karađorđe saznaje da, po legendi, negde u brdima postoji kamen mudrosti, od kojeg, kada tri puta udariš glavom o njega, postaneš mudriji. Zato angažuje svog rođaka Crnog Gruju (Nenad Jezdić), s pomoćnicima Čedom Veljom (Marinko Madžgalj) i Boletom (Boris Milivojević), da mu pronađe taj čudotvorni kamen. Crni Gruja nalazi kamen i, uveren da se od njega stvarno postaje mudriji, odlučuje, naravno, da napravi biznis. Kako se stvari dalje odvijaju, kamen zaista donosi mnogo koristi, ali i neočekivane obrte, što Gruji počinje da stvara velike nevolje.

## O filmu
Televizijski serijal „Crni Gruja“ bio je jedan od najhrabrijih, najpoštenijih i najuspešnijih projekata srpske nezavisne televizijske produkcije u domenu igranog televizijskog programa. Ova dva izuzetno gledana i bezbroj puta reprizirana serijala stvorila su autentični TV brend „Crni Gruja“ i veliki broj obožavalaca. Broj piratskih kopija je nemoguće proceniti, ali zvanično DVD izdanje prodato je u tiražu od 80.000 primeraka, što je verovatno najveći tiraž koji je neka TV serija postigla u Srbiji u ovom izdanju. 
Iako je Crni Gruja imaginaran lik, on živi i radi s mnogobrojnim stvarnim i epskim likovima iz naše slavne istorije, koja, po dobru ili zlu, uvek izaziva veliko interesovanje domaće publike. Događaji i likovi iz „krvave“ srpske prošlosti ovde su interpretirani na jedan vedar, netradicionalan, bespoštedan i, po nekima, čak neprimeren način, što je upravo osnovni šarm koncepta. Istovremeno su tematika i stil „Crnog Gruje“ duboko ukorenjeni u tradicionalan srpski humoristički obrazac, koji se tipično odlikuje elementima crnog humora, apsurda i megalomanije, paralelno s izuzetnom inteligencijom, oštrinom, višeslojnošću i (dobro) skrivenom emotivnošću. Uz činjenicu da je komedija uopšte najpopularniji žanr srpske kinematografije, ovi faktori mogu (racionalno) da objasne tajnu tolike popularnosti TV serije. Međutim, najverovatnije je da svi ovi razumni razlozi nemaju toliko veze s tim, nego da se radi o nekoj totalno neobjašnjivoj čaroliji... 

## Reč reditelja
Serijal Crni Gruja, emitovan ovih godina na domaćim televizijskim kanalima, pokazao je permanentnu potrebu gledališta za nespecifičnim komičnim formama. Iako je u startu uzeo za uzor jedan od najboljih svetskih programa, naš Crni Gruja je ubrzo pokazao svoju originalnost i pun potencijal. On se pre svega odnosio na pristupačan, a s druge strane, za to vreme vrlo hrabar komentar nacionalnog arhetipa. Koristeći prave i izmaštane istorijske ličnosti, producentsko-autorski tim je, uz izvanrednu i retko viđenu do tada i od tada glumačku postavu, proizveo komediju situacije koja je ubrzo osvojila gledalište. Dve TV sezone, tj. dva serijala, dokazala su svoj kvalitet, pre svega, kod najoštrijeg arbitra - TV publike. Svojom gledanošću ostavila je iza sebe daleko ambicioznije produkcije, a potražnja za DVD izdanjima pokazala je veličinu fan-kluba serijala. 
Zbog toga je logičan nastavak, ali ovog puta u bogatijoj i kvalitetnijoj formi. Crni Gruja je sazreo za film. Ovaj film će zadržati sve svoje osnovne karakteristike i kvalitete, a pre svega originalnu scenarističku postavku, kao i jednu od najboljih glumačkih podela. On će u formi biti vođen zadatom filmskom dramaturgijom, koja će opet imati dovoljno linija za kasnije vođenje epizodnog obrasca. Stilski pomak će biti u kvalitetu same produkcije: eksterijerni setovi u klasičnom srpskom predelu, u najslikovitije doba godine – jesen, doneće ono što raniji Gruja nije imao - otvaranje složenijih elipsa.

## TV serija
Na Prvoj srpskoj televiziji se od 19. maja 2013. godine film emitovao kao televizijska serija Crni Gruja i kamen mudrosti od šest epizoda.

## Uloge
| Glumac              | Uloga              |
| ------------------- | ------------------ |
| Nenad Jezdić        | Crni Gruja         |
| Boris Milivojević   | Bole               |
| Marinko Madžgalj    | Čeda Velja         |
| Nikola Kojo         | Karađorđe          |
| Zoran Cvijanović    | Zmago              |
| Ognjen Amidžić      | Radonja            |
| Dragan Bjelogrlić   | Silberliber        |
| Tatjana Bokan       | Eržika             |
| Petar Božović       | Sultan             |
| Vojislav Brajović   | Srebroljubov       |
| Dimitrije Ilić      | Milenko            |
| Nebojša Ilić        | Mladen             |
| Ivan Jevtović       | Jakov              |
| Dragan Jovanović    | Omer Kulin kapetan |
| Danijela Mihajlović | Stamena            |
| Bogoljub Mitić      | Dragić             |
| Dragan Nikolić      | De L Arzan         |
| Miloš Samolov       | Petar              |
| Dušanka Stojanović  | Baba Vidana        |